# Пространство синагог
Мемориальный комплекс «Пространство синагог» — мемориальный комплекс в Львове на Украине, создаваемый с 2010 года и открытый 4 сентября 2016 года на месте трёх уничтоженных еврейских святынь — синагоги «Золотая Роза», Большой городской синагоги (построена 1801 году в стиле классицизма на месте готической с 1555 года) и учебного заведения «Бейт мидраш де-тох ха-ир» (ул. Боимов, 41; бывшая Староеврейская улица), на втором этаже которого было восемь малых синагог.

## История
На территории средневекового львовского еврейского квартала, в доме 27 по улице Ивана Федорова была расположена святыня львовской городской общины — синагога «Золотая Роза», памятник архитектуры ренессанса. Здание было построено на средства главы львовской городской общины Исаака Нахмановича (Исаака бен Нахмана) в 1582 году. Земля для строительства синагоги была выбрана городскими властями не случайно. В 1493 году в доме на этом месте был устроен первый во Львове дом разврата, который после его закрытия, как и землю на которой он стоял, никто из горожан не пожелал купить. Выделение городскими властями именно этого участка земли было утонченной формой оскорбления еврейской общины.

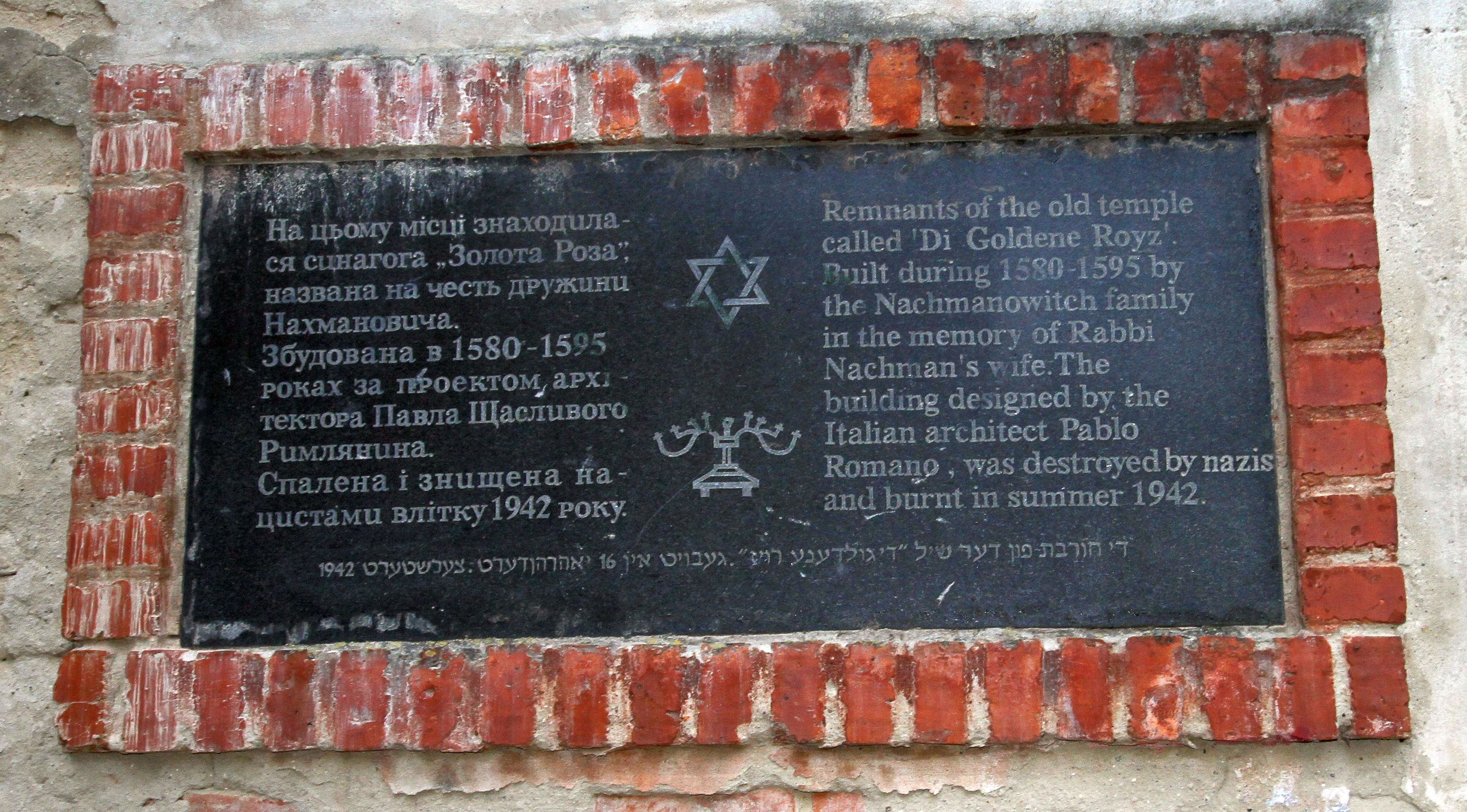
Мемориальная доска в память о синагоге «Золотая роза»

К началу Второй мировой во Львове евреи составляли 33 % всего населения, а вскоре к ним прибавились тысячи беженцев-евреев с оккупированных немцами территорий Польши. Летом 1941 года во время Холокоста в Великой Отечественной войны нацисты и украинские коллаборационисты уничтожили почти всех жителей Львова и синагогу «Золотая Роза» учебный центр Бейт ха-Мидраш. Из более чем, 150 тысяч евреев Львова и сбежавших в Львов из Польши евреев немецкую оккупацию и Холокост пережило всего несколько сотен человек.
Место, где была «Золотая Роза» с 1960-х годов было просто развалинами прикрытыми забором, но процесс разрушения продолжался.
В 2008 году глава Представительства в Украине Американского объединения комитетов для евреев бывшего Советского Союза (UCSJ) Мейлах Шейхет обратился к еврейским организациям Европы с просьбой остановить тотальное уничтожение еврейского прошлого Львова.
Начало проекта «Пространств Синагог» было объявлено в 2010 году на конференции в Иерусалиме. Строительные работы по реализации проекта начались в июле 2015 года. Торжественная церемония открытия «Пространства синагог» прошла в 4 сентября 2016 года. В церемонии приняли участие городской голова Львова Андрей Садовой, консул государства Израиль Олег Вишняков, посол Германии Эрнст Райхель, советник посольства Израиля Геннадий Полищук, а также пережившие Холокост их потомки. Проект включает консервацию остатков синагоги «Золотая Роза», отмечание фундамента Бейт ха-Мидраша и установку инсталляции «Увековечивание». Аутентичный фундамент Бейт ха-Мидраша было очищен от бетона и промаркирован белым камнем. Синагогу законсервировали так, чтобы в будущем можно было восстановить все здание. На территории мемориала установлены мраморные плиты с цитатами.
На открытии прозвучали воспоминания евреев, которым удалось выжить, их зачитали из писем. 81-летняя американка Кристин Керен, которая во время войны скрывалась во Львове под улицей Коперника: 

Я из тех немногих спасенных евреев после 14-месячной жизни под улицами Львова, укрытия во львовских каналах от немецкой оккупации. Темнота — это то, что мы пережили именно в тех каналах, над которыми вы, наверное, тоже стоите